# Яна Титова
Яна Титова e българска филмова режисьорка и актриса. Завършва музикалното училище в Пловдив, а през 2007 година актьорско майсторство в НАТФИЗ.
Играе в Народен театър „Иван Вазов“ в постановки като „Полет над кукувиче гнездо“ и „Три сестри“. Заради ролята си на Ирина в произведението на Чехов получава награда „Аскеер“.

## Избрана филмография

### Режисьор
- „Лили: Любовта е живот“ (2027) – филм
- „Брънч за начинаещи“ (2026) – филм
- „Диада“ (2023) – филм
- „Лъжите в нас“ (2022) – сериал
- „Татковци“ (2021) – сериал
- „Съни бийч“ (2020) – сериал
- „Доза щастие“ (2019) – филм
- „Откраднат живот“ (2018 – 2021) – сериал

### Актриса
- Игра на доверие (2023) – Дара
- Джулай (2012)
- Кецове (2011)
- Лов на дребни хищници (2010)
- Стъпки в пясъка (2010)
- Забранена любов (2008)(сериал)